# Lee Seung-gi
Lee Seung-gi (tiếng Hàn: 이승기; Hanja: 李昇基, sinh ngày 13 tháng 1 năm 1987) là một ca sĩ, diễn viên, dẫn chương trình và ngôi sao giải trí người Hàn Quốc. Được biết đến với cái tên "Hoàng tử Ballad", anh sở hữu số lượng lớn các bài hit như "Because You're My Woman", "Delete", and "Return". Anh được công nhận là một diễn viên và trở nên nổi tiếng trên toàn thế giới nhờ đảm nhiệm vai chính trong các bộ phim Brilliant Legacy (2009), My Girlfriend Is a Nine-Tailed Fox (2010), The King 2 Hearts (2012), Gu Family Book (2013), You're All Surrounded (2014), A Korean Odyssey (2017–2018), Lãng khách (2019) và Mouse: Kẻ săn người (2021). Anh còn là thành viên cố định của chương trình 1 Night 2 Days từ tháng 9 năm 2007 đến tháng 2 năm 2012, Quản gia (chương trình truyền hình) từ ngày 31 tháng 12 năm 2017 đến nay, và còn là host của talk show Strong Heart từ tháng 10 năm 2009 đến tháng 4 năm 2012.
Thành công của Lee Seung-gi với tư cách là một ca sĩ, diễn viên và người dẫn chương trình đã mang lại cho anh danh hiệu "Triple Threat" của làng giải trí. Anh ấy lần đầu tiên được đưa vào danh sách 40 Người nổi tiếng quyền lực của Forbes Hàn Quốc vào năm 2010 với vị trí thứ bảy, sau đó đứng thứ tư vào năm 2011 và thứ sáu vào năm 2012 và 2015.. Anh là một trong 3 người nổi tiếng quyền lực luôn góp mặt trong danh sách này suốt một thập kỉ. Sự thành công của anh ấy trong các bộ phim truyền hình ở các khu vực châu Á đã giúp anh trở thành ngôi sao Hallyu hàng đầu  Anh cũng có tên trong danh sách Nam diễn viên Hàn Quốc được trả lương cao nhất vào năm 2021, ở vị trí thứ tư.
Gần đây nhất, anh đã được chọn là một trong 200 diễn viên (100 nam và 100 nữ) góp mặt trong chiến dịch 200 diễn viên Hàn Quốc do Hội đồng Điện ảnh Hàn Quốc (KOFIC) điều hành. Mục đích của dự án bài bản này là chọn ra những diễn viên tiêu biểu nhất cho hiện tại và tương lai của điện ảnh Hàn Quốc và giới thiệu họ với những người làm phim ở nước ngoài.

## Học vấn
Lee Seung-gi tốt nghiệp Đại học Dongguk lấy bằng Thương mại Quốc tế và Thương mại vào ngày 20 tháng 2 năm 2009 và nhận được một giải thưởng thành tích đặc biệt trong lễ tốt nghiệp. Sau đó, anh tiếp tục học lấy hai bằng thạc sĩ, Tiếp thị - Lý thuyết Thương mại cũng như Tài chính và Nội dung Văn hóa tại Trường Cao học Dongguk. Ngoài ra, anh ấy đã thành công nhận được Chứng chỉ Tư vấn Tâm thần Trẻ em khi đang thực hiện chương trình tạp kỹ Little Forest.

## Sự nghiệp

### Năm 2002-2017

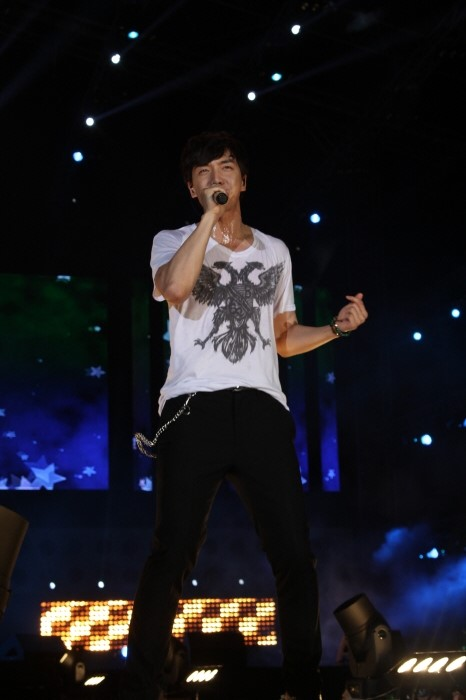
Lee Seung-gi năm 2012

Năm 2002, được Diva gạo cội Lee Sun Hee phát hiện và đào tạo trong 2 năm. Ngày 5/06/2004, Lee Seung-gi (khi ấy mới 17 tuổi) chính thức debut với tư cách là một ca sĩ solo với ca khúc "Because You’re My Woman" (trong album đầu tiên "The Dream of a Moth"). Ca khúc là lời thổ lộ chân tình, đáng yêu và cũng đầy mạnh mẽ của một cậu bé với người phụ nữ lớn tuổi hơn. Ca khúc "Because You’re My Woman" với giọng hát khỏe khắn đầy nội lực của cậu bé ca sĩ 17 tuổi đã nhanh chóng trở thành hit lớn trong cả nước, đặc biệt đã tạo nên "hội chứng các chàng trai trẻ yêu chị gái lớn tuổi", "hội chứng cậu bé đáng yêu". Với ca khúc này, Lee Seung-gi nhanh chóng giành được sự yêu mến của các khán giả, đặc biệt là với các noona (những chị gái lớn tuổi) với biệt danh "Cậu bé đánh cắp trái tim các noona".
Với ca khúc debut "Because You’re My Woman", Lee Seung-gi đã gặt hái được hàng loạt giải thưởng "Ca sĩ mới xuất sắc nhất trong năm" tại các Lễ trao giải Âm nhạc lớn tại Hàn năm 2004. 
"Because You’re My Woman" trở thành ca khúc phổ biến mang tính phổ thông tại Hàn mỗi khi nhắc đến tình yêu của các cặp đôi nữ lớn tuổi hơn nam. Bên cạnh đó, tại Hàn, "Because You’re My Woman" còn trở thành ca khúc đứng đầu Top10 các ca khúc phổ biến nhất của thập kỷ đầu những năm 2000, dựa theo kết quả thống kê trong cả nước về lượng người biết đến và hay hát ca khúc nhất, nhất là các phòng karaoke.
Hàng loạt các ca khúc ballad gắn liền với Lee Seung-gi sau đó như "Words that are hard to say" trong album "Crazy For You" năm 2006, remake album "When The Man Loves A Woman" năm 2006 (với ca khúc Please, Hope and Desire, ...), album Story Of Separation năm 2007 (với ca khúc hit "White lie"), ... đã khẳng định vị trí của một "Hoàng tử ballad" Lee Seung-gi trên sân khấu âm nhạc tại Hàn.
Đặc biệt, giữa năm 2009, một lần nữa, Lee Seung-gi đã tạo nên một cú "big hit" trong cả nước với ca khúc ballad ngọt ngào "Will You Marry Me" trong single "Will You Marry Me" mà không có bất kỳ chiến dịch quảng bá, biểu diễn trên sân khấu âm nhạc nào trong thời gian ra mắt.
"Will You Marry Me" chính là lời tỏ tình vô cùng ngọt ngào của một chàng trai muốn cầu hôn người yêu. Ca khúc với giọng hát của Lee Seung-gi đã phổ biến đến mức trở thành bài hát thường được cánh mày râu Hàn Quốc lựa chọn để cầu hôn nhất, cũng như được người dân xem như là một trong các bài hát thường chọn phát chính thức trong các hôn lễ.
Tuy gắn liền với danh hiệu "Hoàng tử ballad", thế nhưng Lee Seung-gi cũng được biết đến như một ca sĩ có giọng hát khỏe khoắn với các ca khúc rock sôi động. Đặc biệt, năm 2008, với ca khúc "Let’s Go On Vacation" cover từ ca khúc gốc của Cho Young Pil, với giọng hát của Lee Seung-gi, "Let’s Go On Vacation" đã trở thành ca khúc hoàn toàn mới mẻ, được đông đảo công chúng yêu thích, đặc biệt là ca khúc còn gắn liền với hình ảnh của Lee Seung-gi trong chương trình "1 Night 2 Days". Ngoài ra, "Let’s Go On Vacation" còn được xếp vào danh sách Top10 ca khúc cover hay nhất của thập kỷ đầu những năm 2000 tại Hàn.
Năm 2010, ca khúc Smile Boy của Lee Seung-gi đã được chọn làm ca khúc cổ động chính thức cho World Cup  tại Hàn, với phiên bản rock (hát cùng Kim Yuna).
Thế nhưng, không chỉ dừng lại ở lĩnh vực ca hát, Lee Seung-gi còn hoạt động song song, đa sân với cả lĩnh vực phim ảnh và show giải trí ngay từ những ngày đầu debut làm ca sĩ.
Cũng trong năm 2004, Lee Seung-gi bước đầu tập tành với diễn xuất thông qua sitcom ăn khách "Nonstop5" (của đài MBC trong 2 năm 2004-2005). Sau đó, năm 2006, Lee Seung-gi tham gia drama rất được các gia đình lúc bấy giờ yêu thích, "The Famous Princesses" của đài KBS. Với vai diễn chàng rể út bồng bột vô lo nhưng cũng vô cùng đáng yêu Hwang Tae Cha trong "The Famous Princesses", Lee Seung-gi trở thành gương mặt rất được các bà nội trợ yêu thích.
Và với nhiều lý do khách quan, cũng như sau hơn 2 năm tập trung cho hoạt động ca hát và lĩnh vực giải trí mà không tham gia một phim nào nữa, thì đến năm 2009, Lee Seung-gi đã trở lại lĩnh vực phim ảnh với vai chính đầu tiên trong drama "Brilliant Legacy/Shining Inheritance"  - một drama mang tính "thử nghiệm mới" của đài SBS so với thể loại phim gia đình phát sóng cuối tuần, nhưng lại trở thành drama đình đám với mức ratings chạm mốc 47.1%. "Brilliant Legacy/Shining Inheritance" đã trở thành drama ăn khách nhất tại Hàn năm 2009, cũng như có tính cột mốc đầy ấn tượng đối với dàn diễn viên chính hoàn toàn tươi mới, trẻ trung như: Lee Seung-gi, Han Hyo Joo, Moon Chae Won, ...
Năm 2009, sự thành công lớn của"Brilliant Legacy/Shining Inheritance" đã góp phần đưa năm 2009 trở thành một trong những năm đỉnh cao trong sự nghiệp của Lee Seung-gi, đặc biệt là Lee Seung-gi càng được công chúng yêu mến hơn nữa, và hình ảnh Lee Seung-gi trong lòng côn chúng cũng lớn dẫn từ một "em trai quốc dân", "con trai quốc dân" trở thành "chàng rể quốc dân", "chàng trai quốc dân".
Và nói đến sự nghiệp đa sân của Lee Seung-gi, không thể không nhắc đến lĩnh vực giải trí – Lee Seung-gi trong các chương trình giải trí truyền hình.
Tham gia các chương trình giải trí từ những năm đầu ra mắt như Xman (SBS 2004-2006), Love Letter (SBS 2006), Heroine (KBS 2006), ..., ngày 11.11.2007, Lee Seung-gi đánh dấu cột mốc quan trọng trong sự nghiệp giải trí với việc trở thành thành viên cố định trong chương trình giải trí "1 Night 2 Days" (KBS 2007-2012). Cùng với sự cố gắng hết mình, không ngại khó, không ngại khổ và đặc biệt là không ngại xấu của các thành viên trong chương trình, "1 Night 2 Days" dần trở thành "chương trình giải trí quốc dân", được người dân trong cả nước yêu thích với mức ratings "bất bại" trong 5 năm kể từ khi bắt đầu đến lúc kết thúc, với tập có mức ratings cao nhất gần 50% (peak ratings hơn 50%), mà lực hút ratings – theo thống kê của ban sản xuất chương trình, không ai khác ngoài heodang Lee Seung-gi.
Đến ngày 4.10.2009, Lee Seung-gi lại đánh dấu một bước ngoặt quan trọng khác trong sự nghiệp giải trí, với vai trò của một người dẫn chương trình trong show giải trí - anh đồng dẫn chính cùng MC Kang Ho Dong trong talkshow "Strong Heart" của đài SBS. "Strong Heart" với sự dẫn dắt của MC Kang Ho Dong và Lee Seung-gi cùng các thành viên khách mời cố định khác đã nhanh chóng tạo thành cú buzz lớn trong lĩnh vực talkshow, đưa chương trình "Strong Heart" trở thành talkshow không những ăn khách nhất trong khung giờ phát sóng, mà còn trở thành talkshow hàng đầu tại Hàn.
Với hình tượng của một cậu Út  thật thà, ngây thơ, đáng yêu nhưng cũng không kém phần lém lỉnh, rồi vai trò một "bộ não của 1 Night 2 Days" thông minh nhưng cũng siêu vụng về, ngây ngô đến bất ngờ với biệt danh "Heodang"; bên cạnh một Lee Seung-gi nghiêm túc, sâu sắc và đầy chân thành, luôn biết lắng nghe và chia sẻ trong chương trình "Strong Heart", cũng như hình ảnh một Lee Seung-gi trong thực tế luôn thân thiện với nụ cười tươi sáng, ấm áp, ... Lee Seung-gi dần trở thành tên tuổi được đông đảo công chúng trong cả nước yêu quý.
Tháng 9.2011, Kang Ho Dong đột ngột tuyên bố rút lui tạm thời khỏi làng giải trí đã gây một cú sốc lớn với khán giả cả nước, đặc biệt là với các chương trình giải trí mà ông đang đảm trách chính. Và, với những kinh nghiệm, học hỏi có được từ những ngày sát cánh và nhận được không ít sự dìu dắt của Kang Ho Dong, đầu tháng 10.2011, Lee Seung-gi chính thức trở thành đầu tàu, cùng các thành viên khác dẫn dắt tiếp chương trình "1 Night 2 Days" lẫn "Strong Heart" thành công ngoài mong đợi. Cả hai chương trình vẫn được yêu mến và giữ được vị trí như những ngày còn sự dẫn dắt chính của Kang Ho Dong. Đặc biệt là với talkshow "Strong Heart", Lee Seung-gi đã đánh dấu cột mốc quan trọng trong sự nghiệp dẫn chương trình khi trở thành MC solo, và nhận được sự đánh giá cao của dư luận lẫn giới chuyên môn trong việc một mình chủ trì chương trình hoàn toàn thành công tốt đẹp cho đến lúc kết thúc (Lee Seung-gi chính thức không tham gia dẫn dắt chương trình "Strong Heart" với tập phát sóng cuối cùng vào ngày 3.04.2012.)
Lee Seung-gi được biết đến như một nghệ sĩ được đông đảo công chúng Hàn yêu quý, bất kể độ tuổi, giới tính - với các tên gọi trìu mến với cụm từ "quốc dân" đi kèm như: "Em trai quốc dân", "Con trai quốc dân", "Heodang quốc dân", "Hunam quốc dân" (chàng trai ấm áp quốc dân), "Umchinah quốc dân" (Cậu con trai lý tưởng luôn được các bà mẹ lấy làm mốc so sánh để khuyên răn con trai mình), "Hoàng tử quốc dân", "Chàng trai quốc dân", "Người đàn ông quốc dân"...
Đặc biệt, Lee Seung-gi còn là một trong những gương mặt quảng cáo hàng đầu, rất được yêu thích và đáng tin cậy đối với người tiêu dùng, nhất là với các bà nội trợ.
Ngoài ra, với sự nghiêm túc, tích cực cùng với thái độ luôn chân thành trong mọi việc tham gia, Lee Seung-gi đã được bầu chọn là lá cờ đầu trong 2 nhiệm kỳ liên tiếp (2010-2011, 2011-2012), đảm nhận vai trò lãnh đạo tổ chức tình nguyện phúc lợi của Ủy ban Xổ Số Hàn Quốc (Lottery Commission) của Bộ Tài chính.

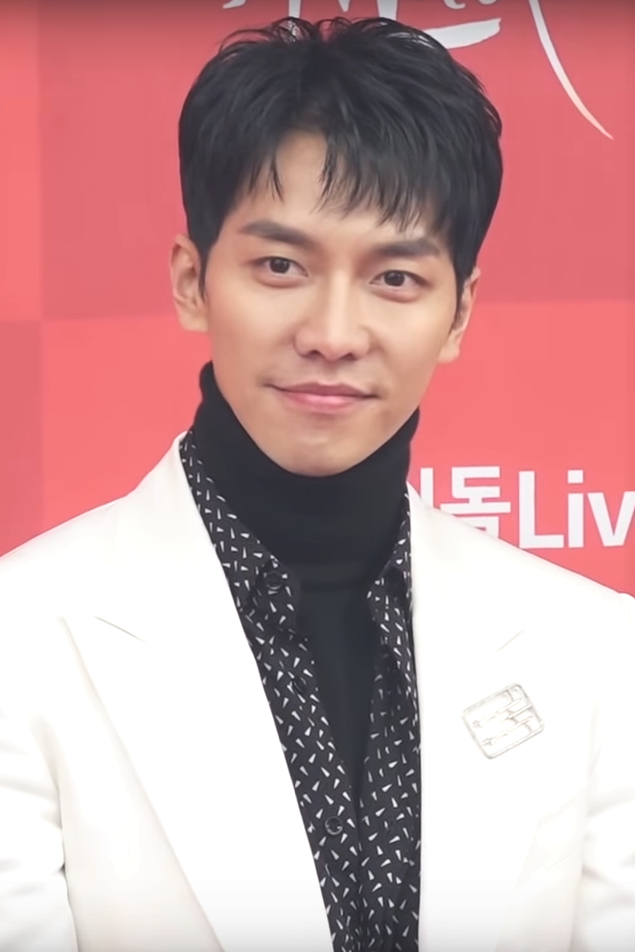
Lee Seung-gi năm 2019

Với lối sống giản dị, tiết kiệm, ngày 25.10.2011, Lee Seung-gi đã vinh dự nhận được biểu chương do Tổng thống khen tặng trong Lễ tuyên dương công dân gương mẫu nhân kỷ niệm 48 năm ngày Tiết kiệm Hàn Quốc.
Tháng 3.2012, Lee Seung-gi đã vinh dự được chọn làm người đại diện cho Hàn Quốc tham gia rước đuốc Olympics - Luân Đôn 2012. Và lễ rước đuốc đã diễn ra tốt đẹp vào ngày 23.06.2012 tại Manchester, Anh.
Và vào ngày 31.10.2012, với hình tượng đứng đắn, đáng tin cậy cùng lối sống mực thước, lành mạnh, Lee Seung-gi đã được Ủy ban Bầu cử Quốc gia (NEC) bổ nhiệm chính thức làm Đại sứ danh dự trong việc tuyên truyền chiến dịch "Vì một cuộc Bầu cử Tổng thống minh bạch, công bằng" cũng như vận động người dân cả nước tích cực đi bầu trong cuộc Bầu cử Tổng thống Hàn Quốc lần thứ 18, chính thức diễn ra vào ngày 19.12.2012.
Từ một "ngôi sao hoạt động đa lĩnh vực", sau đó được công nhận là một "nghệ sĩ đa năng", với hình tượng thông minh, đứng đắn, gương mẫu, lành mạnh trong lòng công chúng khi vẫn giữ được lối sống, cách cư xử phải phép, tích cực trong hoạt động tình nguyện - cũng như luôn nhận được sự khen ngợi hết mực của các nghệ sĩ tiền bối trong làng giải trí với thái độ làm việc nghiêm túc, cần mẫn, cầu tiến cầu toàn trong các lĩnh vực đã tham gia; dần dần, Lee Seung-gi đã được công chúng ghi nhận là một "nghệ sĩ toàn năng".
Từ 01.02.2016: Nhập ngũ
Ngày 16.03.2016, Lee Seung-gi chính thức tốt nghiệp khóa khóa Huấn luyện Quân sự Cơ bản tại Trung tâm Huấn luyện Quân sự Hàn Quốc Nonsan (KATC). Tại Lễ tốt nghiệp, Lee Seung-gi đã được ban chỉ huy KATC trao Huân chương danh dự và bằng khen hạng nhất cho thành tích huấn luyện đạt điểm cao nhất cũng như danh hiệu "Chỉ huy trung đội mẫu mực" cho các tân binh noi theo
Sau khi hoàn thành khóa huấn luyện quân sự cơ bản, Lee Seung-gi đã được phê duyệt nhận vào phục vụ tại Bộ Chỉ huy Chiến tranh Đặc biệt Hàn Quốc (SWC) - Nhóm Tình báo đặc biệt, do đạt thành huấn luyện xuất sắc + gương mẫu, dưới sự bảo lãnh tuyệt đối từ KATC, trở thành người duy nhất trong lịch sử 20 năm làng giải trí Hàn Quốc cũng như là trường hợp tân binh hiếm hoi được nhận vào phục vụ tại SWC Hàn Quốc, được biết đến là đơn vị quân đội với lực lượng đặc nhiệm tác chiến tinh nhuệ nhất và thường chỉ nhận đầu vào bằng cách trung chuyển các chiến binh ưu tú nhất từ các đơn vị thuộc Lục quân.
Ngày 21.03.2016, Lee Seung-gi đã được bổ nhiệm chính thức về Lữ đoàn Tác chiến Trên không 13 (lữ đoàn Hắc Báo) của SWC Hàn Quốc cứ địa tại Jeungpyeong, Bắc Chungcheong, phục vụ 2 năm quân ngũ trong vai trò của một người lính tình báo công tác tại Nhóm Tình báo Đặc biệt (về thông tin/mật vụ) của SWC Hàn Quốc. Lee Seung-gi xuất ngũ vào ngày 31.10.2017

### Năm 2017-2021

#### Năm 2017
Anh là nam diễn viên chính trong bộ phim giả tưởng A Korean Odyssey do chị em nhà Hong viết kịch bản . Đây là dự án đầu tiên của anh ấy sau khi xuất ngũ, cùng năm đó  anh thông báo sẽ tham gia làm thành viên cố định của chương trình tạp kỹ Master in the House của đài SBS

#### Năm 2018
Lee đã tham gia bộ phim hài cổ trang The Princess and the Matchmaker với Shim Eun-kyung ( bộ phim được quay trước khi Seung Gi nhập ngũ) , do đạo diễn Han Jae-rim của The Face Reader chỉ đạo, bộ phim  này đã đứng đầu doanh thu phòng vé vào ngày đầu tiên phát hành, duy trì vị trí quán quân trong sáu ngày liên tiếp và đã vượt qua một triệu khán giả vào ngày thứ bảy.
Anh được chọn làm MC của chương trình sống còn / thực tế của Mnet, Produce 48. Cùng năm, có thông báo rằng anh ấy sẽ tham gia mùa thứ hai của chương trình tạp kỹ Busted của Netflix. Anh được đề cử và trao Giải thưởng lớn (Daesang) tại Giải thưởng SBS Entertainment Awards 2018 cho chương trình tạp kỹ Master in the House của đài SBS. Lee Seung-gi trở thành nghệ sĩ giải trí trẻ nhất giành được Giải thưởng lớn (Daesang) trong lịch sử.

#### Năm 2019
Anh tham gia nhóm Little Forest, một chương trình đa dạng chữa lành được thiết kế như một dự án phát triển khu vườn trẻ em. Cùng năm, anh xuất hiện trong chương trình du lịch Twogether của Netflix cùng với nam diễn viên Đài Loan Jasper Liu.
Anh và Bae Suzy đóng vai chính trong bộ phim hành động gián điệp Vagabond là bộ phim truyền hình thứ hai của họ cùng nhau, bộ phim đã gây ra sức hút toàn châu Á, Với bộ phim này, anh ấy đã nhận được giải Xuất sắc hàng đầu trong phim truyền hình Miniseries và giải "Cặp đôi đẹp nhất" với Bae Suzy tại Lễ trao giải phim truyền hình SBS 2019.

#### Năm 2020
Anh tổ chức chương trình Friday Joy Package, Hometown Flex và chương trình truyền hình thực tế về ca hát Sing Again.
Lee Seung-gi được bình chọn vị trí số 1 trong số các nghệ sĩ được công chúng mong đợi phát hành một album. Vào ngày 15 tháng 11 năm 2020, anh phát hành một ca khúc phát hành trước mang tên The Ordinary Man (뻔한 남자), trước album thứ bảy được mong đợi The Project, được phát hành vào ngày 10 tháng 12 năm 2020.

#### Trong năm 2021
Sau khi trở lại với tư cách ca sĩ vào cuối năm 2020, đầu năm 2021 Lee Seung đã giành được giải thưởng Best Ballad tại lễ trao giải Golden Music Award
Anh quay trở lại với dàn diễn viên của Netflix  chương trình tạp kỹ Busted! trong mùa thứ ba và cũng tham gia cùng dàn diễn viên của Team Up 072 , một chương trình giải trí về gôn của đài SBS.
Vào ngày 24 tháng 7, Lee tham gia chương trình thực tế Loud với tư cách là MC và Super Agent, một vị trí duy nhất có nhiệm vụ cung cấp cho các thí sinh còn lại sự ấm áp, hướng dẫn và hỗ trợ khi họ chuẩn bị cho đêm chung kết.
Vào ngày 20 tháng 11, Lee xuất hiện trong một chương trình của Netflix, New World.
Vào ngày 6 tháng 12, anh tham gia lại chương trình truyền hình thực tế ăn khách Sing Again mùa thứ hai với tư cách MC sau khi thành công vang dội ở mùa 1, Lee Seung-gi được khán giả hết lòng ủng hộ vì là một MC chuyên nghiệp với những lời khuyên chân thành và sự quan tâm đặc biệt đến các thí sinh. Cùng năm đó, anh đã giành được Giải thưởng Nghệ thuật Baeksang cho Nam nghệ sĩ giải trí xuất sắc nhất nhờ vai trò trong Busted!, Twogether, Hometown Flex, Sing Again, và Master in the House .
Hoạt động tích cực trên các show truyền hình, năm 2021 Lee Seung-gi dẫn đầu một dàn diễn viên chính xuất sắc trong bộ phim kinh dị tội phạm Mouse. Bộ phim liên tục đứng đầu về tỷ suất người xem trong tất cả các phim chiếu cùng khung giờ. Bộ phim xếp vị trí thứ 5 trong số các bộ phim có tỷ suất người xem cao nhất chiếu vào thứ Tư, thứ Năm của lịch sử đài tvN.
Vào ngày 2 tháng 12 năm 2021, Lee đã giành được Giải thưởng lớn (Daesang) cho hạng mục truyền hình trên Asia Artist Awards cho vai diễn Bareum trong Mouse.

## Đời sống cá nhân
Là một người của công chúng, Seung Gi cho biết anh ấy không muốn gia đình bị ảnh hưởng bởi công việc của mình nên không muốn truyền thông đào sâu về gia đình. Được biết, cha mẹ của anh ấy đều làm trong lĩnh vực Tài chính - ngân hàng và anh ấy cũng có một người em gái
Vào ngày 1/1/2014, Lee Seung-gi và Yoona là cặp đôi mở màn của năm khi bị Dispatch tung bằng chứng hẹn hò, công ty cả hai phía cũng xác nhận tin tức hẹn hò là sự thật. Sau gần 2 năm bên nhau, cả hai thông báo chia tay vì lịch trình bận rộn.
Ngày 24/5/2020, Dispatch đưa tin Lee Seung-gi và Lee Da In đang hẹn hò, công ty cả hai cũng xác nhận tin tức trên.

## Danh sách tác phẩm tham gia

### Phim điện ảnh
| Năm  | Tên phim        | Vai diễn      | Ghi chú |
| ---- | --------------- | ------------- | ------- |
| 2015 | Love Forecast   | Kang Joon-soo |         |
| 2017 | Marital Harmony | Seo Do-Yoon   |         |

### Phim truyền hình
| Năm     | Tên phim                                                   | Tên tiếng Hàn        | Kênh phát sóng | Vai diễn                | Ghi chú      | Tham khảo |
| ------- | ---------------------------------------------------------- | -------------------- | -------------- | ----------------------- | ------------ | --------- |
| 2004–05 | Nonstop 5                                                  | 논스톱5              | MBC            | Lee Seung-gi            |              |           |
| 2006    | Những nàng công chúa nổi tiếng (The Infamous Chil Sisters) | 소문난 칠공주        | KBS            | Hwang Tae Ja            |              |           |
| 2009    | Người thừa kế sáng giá (Brilliant Legacy)                  | 찬란한 유산          | SBS            | Sun Woo-hwan            |              |           |
| 2010    | Bạn gái tôi là Hồ ly (My Girlfriend Is a Nine-Tailed Fox)  | 내 여자친구는 구미호 | SBS            | Cha Dae Woong           |              |           |
| 2011    | The Greatest Love                                          | 최고의 사랑          | MBC            | Lee Seung-gi            | Cameo, tập 9 |           |
| 2012    | The King 2 Hearts                                          | 더킹 투하츠          | MBC            | Lee Jae Ha              |              |           |
| 2013    | Gu Family Book                                             | 구가의 서》          | MBC            | Choi Kang Chi           |              |           |
| 2014    | Ngươi đã bị bắt (You're All Surrounded)                    | 너희들은 포위됐다    | SBS            | Eun Dae Gu/ Kim Ji Yong |              |           |
| 2015    | Hậu trường giải trí (The Producers)                        | 프로듀사             | KBS2           | Lee Seung-gi            | Cameo, tập 6 |           |
| 2017–18 | Hoa du ký (A Korean Odyssey)                               | 화유기               | tvN            | Son Oh-gong             | Vai chính    |           |
| 2019    | Lãng khách                                                 | 배가본드             | SBS            | Cha Dal Gun             | Vai chính    |           |
| 2021    | Mouse: Kẻ săn người                                        | 마우스               | tvN            | Jeong Ba Reum           | Vai chính    |           |
| 2022    | The Law Cafe                                               | 법대로 사랑하라      | KBS2           | Kim Jung-ho             | Vai chính    | [ 13 ]    |

### Chương trình thực tế
| Năm     | Kênh    | Chương trình                     | Ghi chú                                                                                         |
| ------- | ------- | -------------------------------- | ----------------------------------------------------------------------------------------------- |
| 2004    | SBS     | Good Sunday – X-Man              | Thành viên cố định                                                                              |
| 2006    | KBS     | Happy Sunday – Heroine 6         | Thành viên cố định                                                                              |
| 2006    | SBS     | Love Letter                      | Khách mời mùa 2, 3                                                                              |
| 2007–12 | KBS     | Happy Sunday – 1 Night 2 Days    | MC cùng với Kang Ho Dong, Lee Soo Geun, Eun Ji Won, Kim C, MC Mong, Kim Jong Min, Uhm Tae Woong |
| 2009–12 | SBS     | Strong Heart                     | MC cùng với Kang Ho Dong (2009–2011), Solo MC (2011–2012)                                       |
| 2009–10 | KBS     | Happy Together                   | Khách mời tập 117, 136                                                                          |
| 2011    | KBS     | Gag Concert                      | Guest at "Emergency Measures Committee" segment (Christmas Special)                             |
| 2012    | tvN     | The Romantic                     | Người tường thuật                                                                               |
| 2012    | SBS     | Good Sunday – Running Man        | Khách mời với Park Shin-hye (tập 120 & 121)                                                     |
| 2012    | KBS     | Gag Concert                      | Guest at "Discovery of Life" segment with Shin Bo Ra (November 21)                              |
| 2013    | tvN     | Sister Over Flowers              | Cast member                                                                                     |
| 2013    | SBS     | Good Sunday – Running Man        | Khách mời Bora và Han Hye-jin (tập 174)                                                         |
| 2013    | MBC     | Insects, Great Instinct          | Người tường thuật                                                                               |
| 2014    | SBS     | Healing Camp                     | Khách mời với Lee Sun-hee and Baek Ji-young (tập 134 & 135)                                     |
| 2014    | tvN     | Three Meals a Day                | Khách mời tập 9 & 10                                                                            |
| 2015    | SBS     | Good Sunday – Running Man        | Khách mời Moon Chae-won và Lee Seo-jin (tập 228 & 229)                                          |
| 2015    | KBS     | I Am Korea                       | Guest Student Teacher (episode 8), MC (anniversary concert)                                     |
| 2015    | tvN     | New Journey to the West          | Thành viên cố định với Kang Ho-dong, Lee Soo Geun, Eun Ji Won                                   |
| 2018    | SBS     | Quản gia                         | Thành viên cố định với Yook Sung Jae (BtoB), Lee Sang Yoon, Yang Se Hyung.                      |
| 2018    | JTBC    | Knowing bros                     | Khách mời tập 124                                                                               |
| 2018    | SBS     | Nhật ký của mẹ - Vịt con xấu xí  | Khách mời tập 102 & 103                                                                         |
| 2019    | SBS     | Little Forest                    | Thành viên cố định                                                                              |
| 2019    | Netflix | Lật tẩy 2                        | Thành viên cố định từ tập 5                                                                     |
| 2020    | tvN     | Friday Joy Package               | Thành viên cố định                                                                              |
| 2020    | Netflix | Twogether                        | Thành viên cố định với Jasper Liu                                                               |
| 2020    | tvN     | Seoul Bumpkin                    | Thành viên cố định với Cha Tae-hyun                                                             |
| 2020    | SBS     | Beak Jong Won's Alley Restaurant | Khách mời đặc biệt tập 131                                                                      |
| 2020    | JTBC    | Sing Again season 1              | MC                                                                                              |
| 2021    | Netflix | Lật tẩy 3                        | Thành viên cố định                                                                              |
| 2021    | SBS     | Team Up 072 season 1&2           | Thành viên cố định                                                                              |
| 2021    | SBS     | Loud                             | Super Agent/MC (từ tập 9)                                                                       |
| 2021    | Netflix | New World                        | Thành viên cố định                                                                              |
| 2021    | JTBC    | Sing Again season 2              | MC                                                                                              |
| 2021    | JTBC    | Knowing bros                     | Khách mời cùng với Kai tập 309                                                                  |
| 2022    | Youtube | Human Table                      | Thành viên cố định với Yoo Yong Wook                                                            |

## Danh sách ca khúc

### Đĩa hát
| Album # | Thông tin                                                                                    | Danh sách các bài hát |
| ------- | -------------------------------------------------------------------------------------------- | --- |
| 1       | 나방의 꿈 The Dream Of A Moth - Phát hành: 25/06/2004 - Đơn vị: EMI Music Korea              | Danh sách ca khúc 1. 시작 Start 2. 나방의 꿈 The Dream Of A Moth 3. 아무도 Nobody (feat. 강진우) 4. 내 여자라니까 Because You're My Girl 5. 아버지 Father (feat. Psy) 6. 삭제 Delete 7. 여행 가는 길 On The Road To Vacation 8. 내안의 그대 You Inside Me 9. 음악시간 Music Time 10. J에게 Dear J 11. Anding 12. 앵콜 Encore |
| 2       | Crazy For You - Phát hành: 24/01/2006 - Đơn vị: Yedang Entertainment                         | Danh sách ca khúc 1. 하기 힘든 말 (Words That Are Hard To Say) 2. 외쳐본다 (I'll Cry It Out) 3. 입모양 (Shape of Your Lips) 4. 그래서 어쩌라고 (So What Should I Do) 5. 가면 (Mask) 6. 그럴까봐 (I'm Afraid It Will Happen) 7. 한번만 (Just One Time) 8. Paradise 9. Crazy For You (feat. Red Blood Cell Tommy) 10. Beautiful Girl 11. 사랑을 지우다 (Erase Love) 12. 첫키스 (First Kiss) 13. 오늘 같은 밤 (A Night Like Tonight)                            |
| 3       | 이별 이야기 Story Of Separation - Phát hành: 17/08/2007 - Đơn vị: Vitamin Entertainment      | Danh sách ca khúc 1. 착한 거짓말 White Lie 2. 투정 Grumble 3. 왜...가니 Why... Are You Leaving 4. 그랬나요 Was It So 5. 미치도록 Crazily 6. 미안해하지 마요 Don't Be Sorry 7. 잘못 Fault 8. 온도 Temperature 9. 해피엔딩 Happy Ending 10. Smile Boy 11. 착한 거짓말 White Lie (phiên bản Piano.) |
| 3.5     | 아직 못 다한 이야기 Unfinished Story - Phát hành: 14/10/2007 - Đơn vị: Vitamin Entertainment | Danh sách ca khúc 1. 아직 못 다한 이야기 Unfinished Story 2. 착한 거짓말 White Lie 3. 투정 Grumble 4. 왜...가니 Why... Are You Leaving 5. 그랬나요 Was It So 6. 미치도록 Crazily 7. 미안해하지 마요 Don't Be Sorry 8. 잘못 Fault 9. 온도 Temperature 10. 해피엔딩 Happy Ending 11. Smile Boy 12. 착한 거짓말 White Lie (phiên bản Piano.) |
| 4       | Shadow - Phát hành: 17/09/2009 - Đơn vị: Loen Entertainment                                  | Danh sách ca khúc 1. 꽃처럼 Like A Flower 2. 면사포 Wedding Veil 3. 우리 헤어지자 Let's Break Up 4. Melody 5. 사랑이 맴돈다 Love Spinning Round 6. 사랑이란 Love Is 7. 그렇게 알게 됐어 I Got To Know It That Way 8. 널 원해 Want You 9. 단념 Despair 10. 오래오래오 Long, Long Time (feat. AMEN) |
| 4.5     | Shadow (Làm lại) - Phát hành: 19/01/2010 - Đơn vị: Loen Entertainment                        | Danh sách ca khúc 1. 꽃처럼 Like A Flower 2. 면사포 Wedding Veil 3. 우리 헤어지자 Let's Break Up 4. Melody 5. 사랑이 맴돈다 Love Spinning Round 6. 사랑이란 Love Is 7. 그렇게 알게 됐어 I Got To Know It That Way 8. 널 원해 Want You 9. 단념 Despair 10. 오래오래오 Long, Long Time (feat. AMEN) 11. 사랑이 술을 가르쳐 Love Taught Me To Drink (feat. 백찬-8eight) 12. 처음처럼 그때처럼 Like The Beginning, Just Like Then (feat. Kang Min Kyung-Davichi) |
| 5       | Tonight - Phát hành: 27/10/2011 - Đơn vị: Loen Entertainment                                 | Danh sách ca khúc 1. 친구잖아 Aren't We Friends 2. Tonight 3. 어디라도 Wherever 4. 연애시대 Time For Love (feat. Ra.D, Han Hyo-joo) 5. 널 웃게 할 노래 A Song To Make You Smile (feat. Hareem, BTS) 6. 그냥 너야 Just You 7. 나는 나쁜 남자다 I Am A Bad Guy 8. Slave (feat. Pdogg) 9. 친구잖아 Aren't We Friends (Rock ver.) 10. 어디라도 Wherever (Ra.D Mix Ver.)                                                                                          |
| 6       | 그리고 And... - Phát hành: 10/06/2015 - Đơn vị: Loen Entertainment                           | Danh sách ca khúc 1. 바람 (Breeze) 2. 그리고 안녕 (And Goodbye) 3. 사랑 (Love) 4. ~하니? (Do You?) 5. 그대와 나 (You And Me) 6. 친구 (Friend) 7. 배낭을 메고 (Carrying A Backpack) 8. 우리 함께한 그 모든 시간 (All The Time We Spend Together) |
| 7       | The Project - Phát hành: 10/12/2020 - Đơn vị: Kakao M                                        | Danh sách ca khúc 1. 뻔한남자 (The Ordinary Man) 2. 사랑 (Love) 3. 꽃처럼 (Like a Flower) 4. 너의 눈, 너의 손, 너의 입술 (Your Eyes, Hands and Lips) 5. 잘할게 (I Will) 6. 소년, 길을 걷다 (The Dreamers Dream) 7. 널 웃게 할 노래 (A Song to Make You Smile) (feat. RM, J-Hope) 8. 사랑이 맴돈다 (Love Spinning Round) 9. 사랑한다는 말 (Words That Say I Love You)                                                                                         |

## Giải thưởng và đề cử

### Giải thưởng âm nhạc
| Năm  | Giải thưởng                        | Thể loại                                        | Đề cử                      | Kết quả   | Chú thích |
| ---- | ---------------------------------- | ----------------------------------------------- | -------------------------- | --------- | --------- |
| 2004 | M.net KM Music Festival            | Nghệ sĩ mới xuất sắc nhất - Nam                 | Because You're My Girl     | Đoạt giải | [ 14 ]    |
| 2004 | 15th Seoul Music Awards            | Best Newcomer                                   | Because You're My Girl     | Đoạt giải | [ 15 ]    |
| 2004 | SBS Music Awards                   | Best Newcomer                                   | Because You're My Girl     | Đoạt giải | [ 16 ]    |
| 2004 | MBC Best 10 Singers Music Festival | Best Newcomer                                   | Because You're My Girl     | Đoạt giải | [ 17 ]    |
| 2004 | MBC Entertainment Awards           | Giải ca sĩ đặc biệt                             | Because You're My Girl     | Đoạt giải | [ 18 ]    |
| 2006 | M.net KM Music Festival            | Best Ballad Performance                         | Words That Are Hard To Say | Đoạt giải | [ 19 ]    |
| 2006 | SBS Music Awards                   | Bonsang                                         | Words That Are Hard To Say | Đoạt giải | [ 20 ]    |
| 2006 | Korea Best Dresser Awards          | Singer Award                                    | —                          | Đoạt giải |           |
| 2007 | M.net KM Music Festival            | Nghệ sĩ nam xuất sắc nhất                       | White Lie                  | Đoạt giải | [ 21 ]    |
| 2008 | Korea Entertainment Arts Awards    | Ca sĩ nam xuất sắc nhất (Ballad)                | —                          | Đoạt giải | [ 22 ]    |
| 2009 | Golden Disk Awards                 | Digital Bonsang                                 | Will You Marry Me          | Đoạt giải | [ 23 ]    |
| 2010 | Golden Disk Awards                 | Digital Bonsang                                 | Love Taught Me To Drink    | Đoạt giải | [ 24 ]    |
| 2010 | MelOn Music Awards                 | Top 10 nghệ sĩ                                  | Losing My Mind             | Đoạt giải | [ 25 ]    |
| 2010 | MelOn Music Awards                 | OST đặc biệt My Girlfriend Is a Nine-Tailed Fox | Losing My Mind             | Đoạt giải | [ 26 ]    |
| 2011 | 8th Asia Song Festival             | (Đại diện Hàn Quốc) Ca sĩ hay nhất châu Á       | —                          | Đoạt giải | [ 27 ]    |
| 2012 | 21st Seoul Music Awards            | Giải phổ biến                                   | Aren't We Friends          | Đoạt giải | [ 28 ]    |
| 2012 | 21st Seoul Music Awards            | Bonsang                                         | Aren't We Friends          | Đoạt giải | [ 28 ]    |
| 2012 | 1st Gaon Chart K-Pop Awards        | Ca sĩ của năm (#1 Tháng 10/2011)                | Time For Love              | Đoạt giải | [ 29 ]    |
| 2013 | 22nd Seoul Music Awards            | Giải phổ biến                                   | Return                     | Đoạt giải | [ 30 ]    |
| 2013 | 22nd Seoul Music Awards            | Bonsang                                         | Return                     | Đoạt giải | [ 30 ]    |
| 2013 | 2nd Gaon Chart K-Pop Awards        | Ca sĩ của năm (#1 Tháng 12/2012)                | Return                     | Đoạt giải | [ 31 ]    |
| 2013 | Mnet Asian Music Awards            | Giọng hát xuất sắc nhất - Nam                   | Return                     | Đoạt giải | [ 32 ]    |
| 2021 | Golden Disc Awards                 | Best Ballad                                     | The Ordinary Man           | Đoạt giải | [ 33 ]    |

### Giải thưởng chương trình âm nhạc

#### SBS Inkigayo Mutizen Sing Award
| Năm  | Ngày  | Bài hát                    | Kết quả   | Chú thích |
| ---- | ----- | -------------------------- | --------- | --------- |
| 2004 | 22/08 | Because You're my girl     | Đoạt giải |           |
| 2006 | 2/04  | Words that are Hard to Say | Đoạt giải |           |
| 2006 | 1/10  | Please                     | Đoạt giải | [ 34 ]    |
| 2007 | 16/9  | White Lie                  | Đoạt giải | [ 35 ]    |
| 2009 | 4/10  | Let's Break Up             | Đoạt giải |           |
| 2009 | 11/10 | Let's Break Up             | Đoạt giải |           |
| 2011 | 20/11 | Aren't We Friends          | Đoạt giải | [ 36 ]    |

#### KBS Music Bank
| Năm  | Ngày  | Bài hát                    | Kết quả   | Chú thích |
| ---- | ----- | -------------------------- | --------- | --------- |
| 2004 | 27/08 | Because You're My Girl     | Đoạt giải |           |
| 2006 | 31/3  | Words that are Hard to Say | Đoạt giải |           |
| 2006 | 10/11 | Please                     | Đoạt giải |           |
| 2008 | 25/4  | I Will Give You Everything | Đoạt giải | [ 37 ]    |
| 2012 | 7/12  | Return                     | Đoạt giải | [ 38 ]    |

#### M countdown
| Năm  | Ngày  | Bài hát                     | Kết quả   | Chú thích |
| ---- | ----- | --------------------------- | --------- | --------- |
| 2006 | 2/3   | Words that are Hard to Say  | Đoạt giải |           |
| 2006 | 30/3  | Words that are Hard to Say  | Đoạt giải |           |
| 2006 | 28/9  | Please                      | Đoạt giải | [ 34 ]    |
| 2006 | 12/10 | Please                      | Đoạt giải | [ 34 ]    |
| 2007 | 13/9  | White Lie                   | Đoạt giải |           |
| 2008 | 24/4  | I’ll Give You My Everything | Đoạt giải | [ 39 ]    |
| 2012 | 29/11 | Return                      | Đoạt giải | [ 40 ]    |
| 2012 | 6/12  | Return                      | Đoạt giải | [ 40 ]    |
| 2012 | 13/12 | Return                      | Đoạt giải | [ 40 ]    |

### Giải thưởng Phim và Chương trình truyền hình
| Năm  | Giải thưởng                          | Thể loại                                                             | Đề cử                                    | Kết quả   | Chú thích                   |
| ---- | ------------------------------------ | -------------------------------------------------------------------- | ---------------------------------------- | --------- | --------------------------- |
| 2008 | 7th KBS Entertainment Awards         | Giải nổi tiếng                                                       | 2 Ngày 1 Đêm                             | Đoạt giải | [ 41 ]                      |
| 2009 | 3rd SBS Entertainment Awards         | Giải nổi tiếng                                                       | Strong Heart                             | Đoạt giải | [ 42 ]                      |
| 2009 | Mnet 20's Choice Awards              | Hot Male Drama Star                                                  | Người thừa kế sáng giá                   | Đoạt giải | [ 43 ]                      |
| 2009 | 17th SBS Drama Awards                | Trình diễn xuất sắc (Dự án phim truyền hình đặc biệt)                | Người thừa kế sáng giá                   | Đoạt giải | [ 44 ]                      |
| 2009 | 17th SBS Drama Awards                | Cặp đôi xuất sắc nhất (với Han Hyo-joo)                              | Người thừa kế sáng giá                   | Đoạt giải | [ 44 ]                      |
| 2009 | 17th SBS Drama Awards                | Top 10 Sao                                                           | Người thừa kế sáng giá                   | Đoạt giải | [ 44 ]                      |
| 2010 | Seoul International Drama Awards     | Diễn viên nam nổi tiếng                                              | Người thừa kế sáng giá                   | Đoạt giải | [ 45 ]                      |
| 2010 | 46th Baeksang Arts Awards            | Diễn viên nam nổi tiếng nhất (TV)                                    | Người thừa kế sáng giá                   | Đoạt giải | [ 46 ]                      |
| 2010 | 46th Baeksang Arts Awards            | Nam diễn viên mới xuất sắc nhất (TV)                                 | Người thừa kế sáng giá                   | Đề cử     |                             |
| 2010 | 46th Baeksang Arts Awards            | Nghệ sĩ giải trí xuất sắc nhất (Nam)                                 | 2 Ngày 1 Đêm, Strong Heart               | Đề cử     |                             |
| 2010 | 9th KBS Entertainment Awards         | MC xuất sắc nhất (Thể loại chương trình giải trí)                    | 2 Ngày 1 Đêm                             | Đoạt giải | [ 47 ]                      |
| 2010 | 4th SBS Entertainment Awards         | Daesang                                                              | Strong Heart                             | Đề cử     | [ 48 ]                      |
| 2010 | 4th SBS Entertainment Awards         | Giải nổi tiếng                                                       | Strong Heart                             | Đoạt giải | [ 48 ]                      |
| 2010 | 4th SBS Entertainment Awards         | MC xuất sắc nhất                                                     | Strong Heart                             | Đoạt giải | [ 48 ]                      |
| 2010 | 18th SBS Drama Awards                | Cặp đôi xuất sắc nhất (với Shin Min-a)                               | Bạn gái tôi là Hồ ly                     | Đoạt giải | [ 49 ]                      |
| 2010 | 18th SBS Drama Awards                | Top 10 Sao                                                           | Bạn gái tôi là Hồ ly                     | Đoạt giải | [ 49 ]                      |
| 2010 | 18th SBS Drama Awards                | Trình diễn xuất sắc (Phim truyền hình đặc biệt)                      | Bạn gái tôi là Hồ ly                     | Đoạt giải | [ 49 ]                      |
| 2011 | 10th KBS Entertainment Awards        | Daesang (với thành viên 2 Ngày 1 Đêm)                                | 2 Ngày 1 Đêm                             | Đoạt giải | [ 50 ]                      |
| 2011 | 5th SBS Entertainment Awards         | Daesang                                                              | Strong Heart                             | Đề cử     | [ 51 ]                      |
| 2011 | 5th SBS Entertainment Awards         | Giải nổi tiếng                                                       | Strong Heart                             | Đoạt giải | [ 51 ]                      |
| 2011 | 5th SBS Entertainment Awards         | MC xuất sắc nhất (Thể loại Talk Show)                                | Strong Heart                             | Đoạt giải | [ 51 ]                      |
| 2012 | 6th Mnet 20's Choice Awards          | 20's Drama Actor                                                     | The King 2 Hearts                        | Đề cử     |                             |
| 2012 | 7th Seoul International Drama Awards | Diễn viên Hàn Quốc xuất sắc                                          | The King 2 Hearts                        | Đề cử     |                             |
| 2012 | 31st MBC Drama Awards                | Trình diễn xuất sắc nhất (Miniseries - Diễn viên nam)                | The King 2 Hearts                        | Đề cử     |                             |
| 2012 | 31st MBC Drama Awards                | Cặp đôi xuất sắc nhất (với Ha Ji-won)                                | The King 2 Hearts                        | Đề cử     |                             |
| 2013 | 7th Mnet 20's Choice Awards          | 20's Drama Star – Male                                               | Gu Family Book                           | Đề cử     |                             |
| 2013 | 6th Korea Drama Awards               | Trình diễn xuất sắc nhất - Nam                                       | Gu Family Book                           | Đề cử     |                             |
| 2013 | 2nd APAN Star Awards                 | Trình diễn xuất sắc - Nam                                            | Gu Family Book                           | Đề cử     |                             |
| 2013 | 32nd MBC Drama Awards                | Trình diễn xuất sắc nhất (Miniseries - Diễn viên nam)                | Gu Family Book                           | Đoạt giải | [ 52 ]                      |
| 2013 | 32nd MBC Drama Awards                | Giải phổ biến                                                        | Gu Family Book                           | Đoạt giải | [ 52 ]                      |
| 2013 | 32nd MBC Drama Awards                | Cặp đôi xuất sắc nhất (với Suzy)                                     | Gu Family Book                           | Đoạt giải | [ 52 ]                      |
| 2014 | 50th Baeksang Arts Awards            | Diễn viên nam nổi tiếng nhất (TV)                                    | Gu Family Book                           | Đề cử     |                             |
| 2014 | 3rd Asia Rainbow TV Awards           | Nam chính xuất sắc nhất                                              | Gu Family Book                           | Đoạt giải | [ 53 ]                      |
| 2014 | 7th Korea Drama Awards               | Trình diễn xuất sắc nhất (Nam)                                       | Ngươi đã bị bắt                          | Đề cử     |                             |
| 2014 | 22nd SBS Drama Awards                | Trình diễn xuất sắc nhất (Phim truyền hình đặc biệt - Diễn viên nam) | Ngươi đã bị bắt                          | Đề cử     |                             |
| 2014 | 22nd SBS Drama Awards                | Giải phổ biến                                                        | Ngươi đã bị bắt                          | Đề cử     |                             |
| 2014 | 22nd SBS Drama Awards                | Cặp đôi xuất sắc nhất (với Go Ara)                                   | Ngươi đã bị bắt                          | Đề cử     |                             |
| 2015 | Korean Film Actors' Guild Awards     | Giải phổ biến                                                        | Love Forecast                            | Đoạt giải | [ 54 ]                      |
| 2017 | 2nd Asia Artist Awards               | Best Welcome Award                                                   | —                                        | Đoạt giải | [ 55 ]                      |
| 2018 | 3rd Asia Artist Awards               | Nghệ sĩ của năm                                                      | —                                        | Đoạt giải | [ 56 ]                      |
| 2018 | 3rd Asia Artist Awards               | Giải phổ biến nhất                                                   | —                                        | Đoạt giải | [ 56 ]                      |
| 2018 | 12th SBS Entertainment Awards        | Daesang                                                              | Quản gia                                 | Đoạt giải | [ 57 ]                      |
| 2019 | 13th SBS Entertainment Awards        | Daesang                                                              | Quản gia, Little Forest                  | Đề cử     | [ 58 ] [ 59 ]               |
| 2019 | 13th SBS Entertainment Awards        | Producer's Award                                                     | Quản gia, Little Forest                  | Đoạt giải | [ 58 ] [ 59 ]               |
| 2019 | 27th SBS Drama Awards                | Daesang                                                              | Lãng khách                               | Đề cử     | [ 60 ] [ 61 ] [ 62 ] [ 63 ] |
| 2019 | 27th SBS Drama Awards                | Producer Award                                                       | Lãng khách                               | Đề cử     | [ 60 ] [ 61 ] [ 62 ] [ 63 ] |
| 2019 | 27th SBS Drama Awards                | Trình diễn xuất sắc nhất (Miniseries - Diễn viên nam)                | Lãng khách                               | Đoạt giải | [ 60 ] [ 61 ] [ 62 ] [ 63 ] |
| 2019 | 27th SBS Drama Awards                | Cặp đôi xuất sắc nhất (với Suzy)                                     | Lãng khách                               | Đoạt giải | [ 60 ] [ 61 ] [ 62 ] [ 63 ] |
| 2020 | 14th SBS Entertainment Awards        | Hot Star Award (OTT)                                                 | Quản gia                                 | Đoạt giải | [ 64 ]                      |
| 2020 | 14th SBS Entertainment Awards        | Daesang                                                              | Quản gia                                 | Đề cử     | [ 64 ]                      |
| 2021 | 57th Baeksang Art Awards             | Nghệ sĩ giải trí xuất sắc nhất (nam)                                 | Quản gia, Busted! Season 3, Sing Again 1 | Đoạt giải | [ 65 ]                      |
| 2021 | 6th Asia Artist Awards               | Daesang - Actor of the year (Drama)                                  | Mouse                                    | Đoạt giải | [ 66 ]                      |
| 2021 | 15th SBS Entertainment Awards        | Daesang                                                              | Quản gia, Team UP 072, Loud              | Đề cử     | [ 67 ]                      |
| 2021 | 15th SBS Entertainment Awards        | Producer Award                                                       | Quản gia, Team UP 072, Loud              | Đoạt giải | [ 67 ]                      |
| 2021 | 15th SBS Entertainment Awards        | Entertainer of the year                                              | Quản gia, Team UP 072, Loud              | Đoạt giải | [ 67 ]                      |

### Giải thưởng khác
| Năm  | Giải thưởng                                     | Thể loại                                              | Kết quả   | Chú thích |
| ---- | ----------------------------------------------- | ----------------------------------------------------- | --------- | --------- |
| 2009 | Korea Advertiser Awards                         | Model of the Year                                     | Đoạt giải | [ 68 ]    |
| 2010 | Korea Advertiser Awards                         | Model of the Year                                     | Đoạt giải | [ 69 ]    |
| 2010 | Korean Ministry of Culture, Sports, and Tourism | Hallyu Merit Award                                    | Đoạt giải | [ 70 ]    |
| 2011 | Savings' Day                                    | President Citation                                    | Đoạt giải | [ 71 ]    |
| 2014 | 5th Korean Popular Culture and Arts Award       | Minister of Culture, Sports, and Tourism Commendation | Đoạt giải | [ 72 ]    |
| 2018 | Korea Sharing Volunteer Awards                  | Humanitarian and Voluntary Services                   | Đoạt giải | [ 73 ]    |
| 2020 | The Brand of the Year Daesang                   | Male Multi-entertainer of the Year                    | Đoạt giải | [ 74 ]    |
| 2021 | Brand Customer Loyalty Award 2021               | Male Vocal                                            | Đoạt giải | [ 75 ]    |
| 2022 | National Tax Service                            | Presidential Commendation                             | Đoạt giải | [ 76 ]    |